# Magnesiumhydrogencarbonat
Magnesiumhydrogencarbonat ist ein nur in wässriger Lösung beständiges Salz. Es zählt zu den Härtebildnern des Wassers.

## Entstehung
Das Salz entsteht wenn Kohlensäurehaltiges Wasser mit Mineralien wie Magnesit oder Dolomit in Berührung kommt.

## Eigenschaften
Beim Erhitzen bzw. Eindunsten zerfällt es zu Magnesiumcarbonat, Kohlenstoffdioxid und Wasser: